# Semjon Zinovjevič Alapin
Semjon Zinovjevič Alapin (rusky Семён Зиновьевич Алапин; 7. listopadujul./ 19. listopadu 1856greg., Petrohrad – 15. července 1923, Heidelberg, Německo) byl ruský šachový mistr, teoretik a šachový skladatel, jeden z nejsilnějších ruských šachistů konce 19. a začátku 20. století.
Během studií v Petrohradě se Alapin stal jedním z nejsilnějších šachistů ve městě a společně s Michailem Ivanovičem Čigorinem vyhrál roku 1879 petrohradský šachový turnaj. Roku 1880 však s Čigorinem v Petrohradě prohrál 3:7 (=0).
Z dalších Alapinových šachových výsledků lze jmenovat:
- deváté místo na turnaji v Manchesteru roku 1890 (turnaj vyhrál Siegbert Tarrasch),[2]
- první místo na mistrovství Berlína roku 1893,[1]
- roku 1893 vítězství nad Curtem von Bardelebenem 3:1 (=1),[1]
- šesté až osmé místo na turnaji v Berlíně roku 1897 (turnaj vyhrál Rudolf Charousek),[3]
- desáté místo na turnaji ve Vídni roku 1898 (turnaj vyhrál Siegbert Tarrasch v dodatečném play-off zápase s Harym Pillsburym),[4]
- čtvrté místo na turnaji ve Vídni roku 1899 (turnaj vyhrál Géza Maróczy),[5]
- roku 1899 remíza v zápase s Karlem Schlechterem 1:1 (=4),[6]
- páté místo na turnaji v Monte Carlu roku 1901 (turnaj vyhrál David Janowsky),[7]
- roku 1903 vítězství na Siegbertem Tarraschem 4:3 (=2),[6]
- vítězství na mistrovství Mnichova v roce 1911),[6]
- deváté místo na turnaji v Piešťanech roku 1912 (turnaj vyhrál Akiba Rubinstein),[8]

Alapin patřil k nejlepším světovým šachovým teoretikům své doby. V letech 1898 až 1901 vydával v Berlíně časopis Der Schachfreund, ke konci života žil v Heidelbergu. Vedle Alapinovy hry (1.e4 e5 2.Je2) a Alapinovy varianty španělské hry (1.e4 e5 2.Jf3 Jc6 3.Sb5 Sb4) se jeho jménem dodnes označují další systémy, např. ve francouzské obraně (1. e4 e6 2. d4 d5 3. Se3!? ) v sicilské obraně (1. e4 c5 2. c3) a v dámském gambitu (1. d4 d5 2. c4 e6 3. Jc3 b6).